# قره‌ساز (استان آلماتی)
قره‌ساز (به قزاقی: Karasaz) یک منطقهٔ مسکونی در قزاقستان است که در استان آلماتی واقع شده‌است. قره‌ساز ۲٬۲۵۰ نفر جمعیت دارد.